# Astrud Gilberto
Astrud Gilberto, nata Astrud Evangelina Weinert (Salvador de Bahia, 29 marzo 1940 – Filadelfia, 5 giugno 2023), è stata una cantante brasiliana, divenuta popolare negli anni sessanta per la canzone The Girl from Ipanema, per la quale ha vinto un Grammy Award, e per altri brani di bossa nova e jazz samba.
Il suo volto rimarrà sempre legato all'immagine della "ragazza di Ipanema" e al mito del Brasile degli anni sessanta, delle sue spiagge dorate, della sensualità delle sue ragazze in bikini, della spensieratezza degli assolati inverni carioca. Fu una figura del tutto diversa da quella della vulcanica Elis Regina e degli altri artisti brasiliani, che videro il loro paese sotto una luce diversa, quella della dittatura militare e dell'isolamento, nell'economia, nella politica e nella musica.
La sua voce, non sempre perfettamente intonata, ma dotata di una eleganza e una sensualità particolarissime, la rese uno dei modelli di riferimento per ogni interprete femminile di musica "soft" su ritmi brasiliani.
Fu per tutti gli anni sessanta la più popolare interprete brasiliana al di fuori del suo paese di origine (nel quale non fu mai particolarmente considerata). Molte cantanti di epoche più recenti l'hanno indicata come uno dei propri modelli: da Basia fino a Sade.

## Biografia

### Gli inizi
Nata nello Stato di Bahia da padre tedesco e madre brasiliana, Astrud Weinert si trasferì in tenera età a Rio de Janeiro con i genitori e le due sorelle.
Negli anni cinquanta iniziò a frequentare la ricca casa di Nara Leão, nella quale un gruppo di giovani della emergente borghesia brasiliana stava iniziando ad inventare la bossa nova. Qui conobbe il cantante e chitarrista João Gilberto, anche lui bahiano, che sposò nel 1959. Proprio in quel periodo João, interpretando le canzoni di Vinícius de Moraes e Antônio Carlos Jobim, si stava affermando, con il suo modo rivoluzionario di suonare la chitarra, come il più popolare artista brasiliano del tempo e come uno dei padri dell'emergente nuovo genere musicale.
Astrud era sempre presente agli incontri informali che avvenivano tra il marito e i musicisti della "nuova onda". Durante questi incontri, ma anche a casa privatamente, João si faceva spesso accompagnare dalla moglie che ebbe così modo di familiarizzare con l'atmosfera delle canzoni di Jobim, Ary Barroso e gli altri autori che stavano rivoluzionando la musica brasiliana.

### Il successo
Astrud ebbe la sua prima esperienza professionale nel 1963 quando, accompagnando il marito a New York per la registrazione del disco Getz/Gilberto, incise le parti in inglese di due canzoni dell'album: The Girl from Ipanema (Garota de Ipanema) e Corcovado.
Secondo alcune fonti fu la moglie del sassofonista Stan Getz, Monica, che consigliò il marito ed il produttore Creed Taylor di far cantare la giovane e affascinante Astrud, che conosceva bene l'inglese (faceva in effetti da interprete per il gruppetto di brasiliani che parteciparono al disco), ma non aveva alcuna esperienza come cantante professionista.
Getz e Taylor convinsero a loro volta João Gilberto e Antônio Carlos Jobim, inizialmente contrari. In realtà, Astrud ha successivamente dichiarato che fu proprio il marito a volerla nel disco e fu lui a convincere i suoi partner statunitensi. In ogni caso fu una mossa commercialmente molto indovinata.
Nel 1964, in concomitanza con l'uscita del 33 giri, fu pubblicato anche il singolo di The Girl from Ipanema (con Corcovado come lato B). Taylor realizzò il 45 giri lasciando solo le parti delle canzoni cantate da Astrud, tagliando quelle in portoghese cantate dal marito, e lo fece uscire attribuendolo alla coppia Stan Getz/Astrud Gilberto.
Il successo dell'album fu clamoroso in tutti gli Stati Uniti. Il singolo, a sua volta, arrivò al 5º posto della classifica di vendita nel settembre 1964 e nel 1965 vinse un Grammy Award come disco dell'anno.

### La ragazza di Ipanema
Il successo di The Girl from Ipanema fu l'inizio di una fortunata carriera come interprete di bossa nova e di standard della musica americana su ritmi brasilianeggianti.
Astrud cantò per tutto il 1964 nel gruppo di Stan Getz e partecipò al famoso concerto "tutto esaurito" alla Carnegie Hall di New York, il 9 ottobre 1964, che fu l'apice dell'affermazione della bossa nova negli Stati Uniti e che fu immortalato in un altro popolare album.
Sempre nel 1964, con la Verve Records e con Creed Taylor, realizzò il suo primo disco a suo nome, uscito nel maggio del 1965, e che ebbe un notevole successo e ottenne una nomination ai Grammy Awards. A questo fecero seguito altri dischi, sempre per la scuderia Verve, che la confermarono la più popolare artista brasiliana e di bossa nova negli Stati Uniti.
Nel 1966 realizzò un album con Walter Wanderley (organista di San Paolo che ebbe un buon successo negli USA). Si tratta forse del miglior risultato della contaminazione tra bossa nova e musica leggera statunitense.
Il repertorio era sempre, più o meno, lo stesso: celebri e meno note canzoni dei principali compositori di bossa nova, cantati in inglese e sporadicamente nella lingua originale, e riproposizione di "standard" americani in chiave samba e pop.
Le furono affiancati molti musicisti importanti e di grido. Lavorò con Quincy Jones, Gil Evans, Eumir Deodato e con lo stesso Antônio Carlos Jobim.
Tra i migliori brani del suo repertorio, oltre alla celeberrima The Girl from Ipanema, meritano un posto di rilievo la  Água de Beber con Jobim (che ne è, ovviamente, l'autore) e Tristeza di Haroldo Lobo.
Subito dopo il concerto alla Carnegie Hall, Astrud e João divorziarono, ma la cantante mantenne artisticamente il cognome del marito. Il chitarrista tornò in Brasile, mentre Astrud rimase per sempre negli Stati Uniti d'America, risposandosi nel 1969.
Astrud rimase con la Verve Records fino al 1969 (il suo ultimo album con la casa discografica uscì nel 1970, quando ormai la moda della bossa nova era finita da tempo). Realizzò ancora un bel disco con Stanley Turrentine per la CTI Jazz di Creed Taylor e poi, stabilitasi a Filadelfia, si dedicò alla famiglia e ai suoi amati animali.
Nel 1971 incise un 45 giri in italiano, Ti Mangerei, cover di If Not for You di Bob Dylan. Con questa canzone Astrud partecipò alla Mostra Internazionale di Musica Leggera di Venezia. Nello stesso periodo la versione inglese del brano era stato portato al successo da una giovanissima Olivia Newton-John ed era stato inciso da George Harrison nel suo celebre All Things Must Pass.
Nel 1977, in un ritorno di fiamma della bossa nova, Astrud incise un disco nel quale poté duettare con Chet Baker, un suo grande idolo giovanile e da molti indicato come uno degli ispiratori del gruppetto di giovani brasiliani che inventarono il genere e per i quali l'allora popolarissimo trombettista era uno dei modelli di riferimento.
Nonostante alcuni sporadici album, tra i quali uno con il band-leader tedesco James Last nel 1987, Astrud Gilberto, rimase sostanzialmente lontana dalle scene sin dai primi anni settanta e fino alla fine degli anni novanta, quando partecipò a un disco di George Michael (interpretando Desafinado) e realizzò qualche altro disco in proprio (l'ultimo nel 2002).
Nel 1992, Astrud ha ricevuto il Latin Jazz USA Award for Lifetime Achievement per il suo contributo al successo del Latin jazz.
Nel 2000 il suo singolo The Girl from Ipanema è entrato nella Grammy Hall of Fame.

## Discografia

### Album in studio
- 1964 - Getz Au Go Go (Verve Records, V/V6-8600) a nome The New Stan Getz Quartet Featuring Astrud Gilberto
- 1965 - The Astrud Gilberto Album (Verve Records, V/V6-8608)
- 1965 - The Shadow of Your Smile (Verve Records, V/V6-8629)
- 1966 - Look to the Rainbow (Verve Records, V/V6-8643)
- 1967 - A Certain Smile a Certain Sadness (Verve Records, V/V6-8673) a nome Astrud Gilberto Walter Wanderley
- 1967 - Beach Samba (Verve Records, V/V6-8708)
- 1968 - Canta in italiano (Verve Records, SVL 52.015) pubblicato in Italia
- 1968 - Windy (Verve Records, V6-8754)
- 1969 - I Haven't Got Anything Better to Do (Verve Records, V6-8776)
- 1970 - September 17, 1969 (Verve Records, V6-8793)
- 1971 - Gilberto with Turrentine (CTI Records, CTI 6008) con Stanley Turrentine
- 1972 - Now (Perception Records, PLP-29)
- 1978 - That Girl from Ipanema (Image Records, IM-305)
- 1986 - Astrud Gilberto Plus James Last Orchestra (Verve Records, 831 123-1) con James Last
- 1996 - Live in New York (Canyon International Records, PCCY-00939)
- 1997 - Temperance (Canyon International Records, PCCY-01176)
- 2002 - Jungle (Magya Records, MP 2398-2)

### 45 giri
- Ti Mangerei / Brazilian Tapestry (CTI Records TC 9701 - 1971)
- Argomenti / Una donna che ti ama (CTI Records TC 9702 - 09-1971)

### Colonne sonore
- The Deadly Affair (Verve Records, 1965)

### Partecipazioni significative
- Getz/Gilberto - Stan Getz & João Gilberto (Verve Records, 1964)
- Getz/Gilberto #2 - Stan Getz & João Gilberto (Verve Records, 1965)
- So & So - Mukai Meets Gilberto - Shigeharu Mukai and Astrud Gilberto (Denon, 1982)
- Passionfruit - Michael Franks (Warner Bros., 1983)
- Eden - Etienne Daho (Virgin, 1996)
- Ladies And Gentleman - Best of George Michael - George Michael (Sony, 1998)